# سیروس علی‌نژاد
سیروس علی‌نژاد از باسابقه‌ترین روزنامه‌نگاران ایران است. او سردبیری نشریاتی از جمله نشریه آدینه، دنیای سخن و زمان را بر عهده داشته‌است.

## زندگی
علی‌نژاد در سال ۱۳۲۴ در کاکرود از روستاهای اشکور شهرستان رودسر به دنیا آمد. در شش سالگی زادگاه خود را ترک کرد و به شهر نوشهر مهاجرت کرد. دبستان و دبیرستان را در نوشهر گذراند. در تهران وارد دانشکده علوم ارتباطات اجتماعی شد و در تابستان سال ۱۳۴۹ زمانی که دانشجو بود به عنوان خبرنگار به روزنامه آیندگان پیوست. یک سال و اندی بعد معاون سردبیر روزنامه آیندگان شد 
همکاری با آیندگان تا مهر ماه سال ۱۳۵۶ ادامه یافت تا آنکه به خاطر انتشار گزارشی از محمد قائد در روزنامه آیندگان در باره شب های شعر کانون نویسندگان ایران در انستیتو گوته از این روزنامه اخراج شد.
آقای علی‌نژاد این باره می گوید من در آن زمان معاون سردبیر روزنامۀ آیندگان بودم.اتفاقاً در مدت آن ده شب سردبیر روزنامه که  هوشنگ وزیری بود، به دلیل اختلافاتی که با روزنامه پیدا کرده بود، به روزنامه نمی‌آمد. بهانه گرفته بود که مریض است و نمی‌تواند بیاید. ناگزیر روزنامه به خصوص در بخش خبری توسط من اداره می‌شد. همچنان که وقتی سردبیر حضور داشت عملا روزنامه به دست من می‌گشت. به هر حال از بخت بد، تصمیم‌گیرندۀ نهایی در آن شب‌ها من شده بودم.

## فعالیت‌ها
به گفته وی، زمانی که شب‌های شعر انستیتو گوته برگزار می‌شد، اوضاع کشور قدری آشفته بود، البته نه به حدی که تصور انقلاب وجود داشته باشد. به همین جهت بخش سانسور وزارت اطلاعات و جهانگردی فعال‌تر عمل می‌کرد و توصیه‌های معاون وزارت اطلاعات علنی‌تر صورت می‌گرفت. معاون وزارت اطلاعات و جهانگردی، عطاءالله تدین بود ...آقای تدین در آن شب‌ها شخصاً تلفن می‌کرد و به روزنامه‌ها دستور می‌داد که تیتر گزارش شب‌های شعر انستیتو گوته چند ستون باشد.
اما وقتی گزارش آقای قائد به روزنامه رسید، آقای علی‌نژاد می گوید دو سه ساعت بعد، زمانی که آقای قائد نویسندۀ گزارش‌ها مطلب خود را تحویل من داد در نظر من چنان جذاب آمد که فکر کردم باید تیتر را از هر شب دیگر بزرگتر بگیرم. همین کار را هم کردم. اگر درست یادم مانده باشد تیتر مطلب را چهار ستونی گرفتم و نوشتم چهار ستونی چاپ شود.
روز بعد از وقتی آقای علی‌نژاد به روزنامه رفت، نگهبان روزنامه جلویش را گرفت و گفت که دستور داده اند که اجازه ندهم وارد روزنامه شوید و چند روز بعد هم اخراج شد.
او در اوایل انقلاب دوباره به کار مطبوعات بازگشت. مدتی سردبیر ماهنامه «سبز»، سپس معاون سردبیر مجله «تهران مصور» شد. با بسته شدن مطبوعات در سال ۵۸ خانه نشین شد تا آنکه در سال ۶۲ به مجله صنعت حمل و نقل پیوست. علی‌نژاد در سال ۱۳۶۴ همراه فرج سرکوهی، مسعود بهنود و غلامحسین ذاکری، مجله آدینه را بنیان نهاد و اولین سردبیر این نشریه بود. آدینه مهم‌ترین و پرنفوذترین نشریه مستقل و غیردولتی ایران در دهه ۶۰ و ۷۰ به شمار می‌رود.
پس از آن کارش را در مجلات دنیای سخن، سفر، زمان و پیام امروز دنبال کرد. از آن زمان تا کنون همچنان به کار روزنامه نگاری مشغول است.

## سمت‌های مطبوعاتی
- خبرنگار دانشگاه در روزنامه آیندگان به مدت یک سال(۱۳۴۹)
- معاون سردبیر روزنامه آیندگان به مدت ۶ سال(۱۳۵۰ تا ۱۳۵۶)
- کار خبری در رادیو به مدت دو سال
- معاون سردبیر مجله تهران مصور از آغاز تا زمان تعطیل(۱۳۵۸)
- دبیر مجلهٔ صنعت حمل و نقل به مدت چند سال
- بنیان‌گذار مجله آدینه به اتفاق مسعود بهنود، غلام ذاکری و فرج سرکوهی(۱۳۶۴)
- سردبیر مجله آدینه در چهار سال(۱۳۶۴ تا ۱۳۶۸)
- سردبیر مجله دنیای سخن به مدت یک سال (۱۳۶۹)
- سردبیر فصلنامه سفر (ویژه نامه مجله صنعت حمل و نقل) به مدت دو سال(۱۳۷۰ تا ۱۳۷۲)
- سردبیر مجله زمان به مدت چهار سال(۱۳۷۳ تا ۱۳۷۶)
- دبیر شورای تحریریه مجله پیام امروز به مدت سه سال(۱۳۷۷ تا ۱۳۷۹)
- از سال ۱۳۸۰ مقالات و گزارش‌های او به‌طور پیوسته در مطبوعات ایران، سایت بی‌بی‌سی فارسی و سایت جدید آنلاین منتشر شده‌است.

## ماجرای اتوبوس ارمنستان
وی در ماجرای اتوبوس ارمنستان در سال ۱۳۷۵ و در جریان قتل‌های زنجیره‌ای از جمله چهره‌های فرهنگی اعزامی بود که قرار بود در اتوبوس توسط دولت جمهوری اسلامی به قتل برسند.

## کتاب‌ها
- از فرانکلین تا لاله زار (زندگی نامه همایون صنعتی زاده) نشر ققنوس
- چرا سفر می کنید (نشر آگاه)

- گفتگو با مترجمان (نشر آگاه)
- چند گفتگو دربارهٔ زبان فارسی (آگاه)
- چند گفتگو در باره تجدد (آگاه)
- طومار درد و داغ (آگاه)
- گفتگوهای برگزیده آیندگان (آگاه)
- پرویز نقیبی، روزنامه‌نگار صاحب سبک (نشر نیلوفر)